# Jozef Zsapka
Jozef Zsapka (* 17. ledna 1947, Komárno, Československo) je slovenský klasický kytarista a pedagog. Je zakladatelem kytarové hry na Slovensku. Vyučuje na bratislavské VŠMU a portugalské Universidade de Aveiro. Jako sólista koncertoval na všech kontinentech světa. Vystupuje také se svojí manželkou flétnistkou Dagmar Zsapka, se kterou tvoří Duo Zsapka. Nahrávky jeho hudby lze slyšet z více než 40 gramofonových desek a CD disků.